# N.O.R.E.
Victor Santiago Jr. (New York, 6 september 1976), beter bekend als N.O.R.E. of Noreaga, is een Amerikaans rapper en reggaetonartiest. Hij is lid van het hiphopduo C-N-N, samen met rapper Capone.
N.O.R.E. werd geboren in Queens, New York. Zijn vader komt uit Puerto Rico en zijn moeder is Afro-Amerikaans. Hij bracht enige tijd door in de gevangenis, waar hij in 1992 zijn rappartner Capone ontmoette. Ze vormden het rapduo "Capone-N-Noreaga". De naam N.O.R.E. staat voor "Niggaz On (the) Run Eatin".
N.O.R.E. was de eerste Amerikaanse rapper die een reggaetonalbum opnam. In 2004 was hij betrokken bij de DJ Buddha Remix van Daddy Yankees hit Gasolina (met Lil' Jon & Pitbull).
In juni 2011 kondigde N.O.R.E. aan dat zijn samenwerking met Def Jam was beëindigd. Kort daarop kondigde hij aan dat hij ging samenwerken met het label van Busta Rhymes, waarbij hij in 2013 zijn album Student of the Game heeft uitbracht.

## Discografie
Albums
- N.O.R.E. (1998)
- Melvin Flynt – Da Hustler (1999)
- God's Favorite (2002)
- N.O.R.E. y la Familia...Ya Tú Sabe (2006)
- Noreality (2007)
- Student of the Game (2013)
- 5E (2018)

- Bibliothèque nationale de France: cb140335113 (data)
- Gemeinsame Normdatei: 135090083
- International Standard Name Identifier: 0000 0000 5519 6507
- Library of Congress Control Number: no98115293
- MusicBrainz: 812d3015-2f4c-4fa7-bd7d-30ec4beb2c82
- Virtual International Authority File: 75941439
- WorldCat: E39PBJmxW3P9rgcDt3CpgTmTpP